# Matías Sandorf
Matías Sandorf (Mathias Sandorf) es una novela del escritor Julio Verne, aparecida por entregas en Le Temps desde el 16 de junio al 20 de septiembre de 1885 y como libro en tres tomos (27 de julio, 17 de agosto y 26 de octubre de 1885), y en un volumen triple el 19 de noviembre del mismo año.
Relata la historia de un noble húngaro que conspira contra el yugo austriaco, pero es traicionado e injustamente encarcelado, y lo pierde todo. Años después escapará y regresará para vengarse de quienes le han traicionado.
Esta obra está considerada como la novela más revolucionaria de Jules Verne.

## Síntesis
Matías Sandorf es un noble magiar que lo tiene todo. En su casa de Trieste realiza juntas de conspiración con sus amigos Ladislav Zathmar y Stjepan Bathory. Sin embargo, la fortuna les da la espalda cuando una paloma mensajera es capturada por Sarcany y Zirone, dos malhechores. La nota es un criptograma que finalmente logran descifrar con la ayuda del banquero Silas Toronthal, que no duda en denunciar a Sandorf y a sus amigos. Zathmar y Bathory son ejecutados por traición. Cuando Sandorf está por sufrir el mismo destino, un efecto acústico de la prisión le permite oír cómo fue traicionado por Torontal, Sarcarny y Zirone, lo que le da doble valor para escapar, y lo logra ayudado por un pescador, Ferrato, aun a costa de su vida.
Años después, Sandorf regresa con otra identidad. Es ayudado por dos hábiles cirqueros: Pescade y Matifou. Encuentra y ayuda al hijo de su amigo, y se entera de que su pequeña hija a la que creía muerta, como a su esposa, ha sido criada por su enemigo Silas Toronthal.

## Capítulos

### Primera parte
- I La paloma mensajera.
- II El conde Matías Sandorf.
- III La casa Toronthal.
- IV El billete cifrado.
- V Antes, durante y después del juicio.
- VI El torreón de Pisino.
- VII El torrente del Foiba.
- VIII La casa del pescador Ferrato.
- IX Últimos esfuerzos en la última lucha.

### Segunda parte
- I Pescade y Matifou.
- II La botadura en el mar del trabacolo.
- III El doctor Antekirtt.
- IV La viuda de Esteban Bathory.
- V Diversos incidentes.
- VI Las bocas de Cattaro.
- VII Complicaciones.
- VIII Un encuentro en la Stradone.

### Tercera parte
- I ¡Mediterráneo!
- II El pasado y el presente.
- III Lo que pasaba en Ragusa.
- IV En las aguas de Malta.
- V Malta.
- VI En las inmediaciones de Catania.
- VII La casa inglesa.

### Cuarta parte
- I El presidio de Ceuta.
- II Una experiencia del doctor.
- III Diecisiete veces.
- IV La última puesta.
- V Al amparo de Dios.
- VI La aparición.

### Quinta parte
- I Un apretón de manos en Cabo Matifou.
- II La fiesta de las cigüeñas.
- III La casa de Sidi Hazam.
- IV Antekirtta.
- V Justicia